# Américo Olavo
Américo Olavo Correia de Azevedo CvTE • CvC • ComA • CvA • OSE (Funchal, 16 de dezembro de 1881 — Lisboa, 8 de fevereiro de 1927) foi um oficial do Exército Português, veterano da Primeira Guerra Mundial e político republicano.

## Biografia
Nasceu no Funchal, na Madeira, no seio de uma importante família do arquipélago: era o filho mais novo de Carlos Olavo Correia de Azevedo e de Maria Adelaide Cabral de Azevedo, e irmão de Carlos Olavo (também ele uma figura da Primeira República e combatente na Grande Guerra) e de Mauro Olavo. Casou duas vezes: em 1915, com Fanny Manorrof, uma cidadã russa; e em 1924, com Maria Ernestina Santos Soares de Albergaria. Não teve filhos de nenhum dos casamentos.
Iniciou a carreira militar em Agosto de 1901, alistando-se como voluntário no Regimento de Infantaria n.º 5, sendo promovido a Alferes em Novembro do mesmo ano. Em 1904, concluiu o curso de Infantaria da Escola do Exército, e em 1912 o curso da Escola Superior Colonial. Passou por vários regimentos e foi sendo sucessivamente promovido até atingir o posto de Capitão, em 1915, e o de Major, em 1922, altura em que passa à disponibilidade.
Esteve envolvido no combate à ditadura de João Franco em 1906, na preparação do Regicídio em 1908, e na revolução de 5 de Outubro de 1910, que instaurou a República em Portugal. Viria também a participar nos movimentos revolucionários de 1915. Durante a Primeira República, foi eleito deputado à Assembleia Nacional Constituinte pelo círculo de Castelo Branco e, entre 1911 e 1925 (à excepção do período sidonista), foi eleito deputado ao Congresso da República, sempre pelo círculo do Funchal. Foi ainda ministro da Guerra no governo de Álvaro de Castro, entre Março e Julho de 1924, tendo o seu curto mandato ficado marcado pela chamada Revolta dos Aviadores da Amadora.
Durante a Primeira Guerra Mundial, voluntariou-se logo em 1914, quando foram apresentadas as primeiras propostas de entrada do país no conflito. Partiu para a Flandres em 27 de Maio de 1917, comandante de uma companhia do Regimento de Infantaria n.º 2. Foi feito prisioneiro pelos alemães na Batalha de La Lys (9 de Abril de 1918), regressando a Portugal nos princípios de 1919; foi por isso condecorado com a Cruz de Guerra e com a 3.ª classe da Ordem da Torre e Espada (o primeiro militar português que participou na Grande Guerra a receber esta condecoração) por actos de bravura praticados durante a campanha. Sobre este período, escreveu a obra memorialista Na Grande Guerra (Guimarães & C.ª Editores, 1919).
Foi morto a tiro por militares afectos ao regime durante a Revolta de Fevereiro de 1927, movimento de combate à Ditadura Militar instaurada no ano anterior, em sua casa, na Rua de Sant’Ana à Lapa. Os registos oficiais dão conta de ter sido um disparo acidental ocorrido durante as buscas à sua residência por evidências de ligações aos revolucionários, mas a tese de assassinato nunca foi verdadeiramente posta de parte.